# Tomasz Strząbała
Tomasz Strząbała (ur. 19 stycznia 1966 w Kielcach) – trener klubu Grupa Azoty Unia Tarnów,  przez większość kariery związany z PGE Vive Kielce.